# Hemimorfita

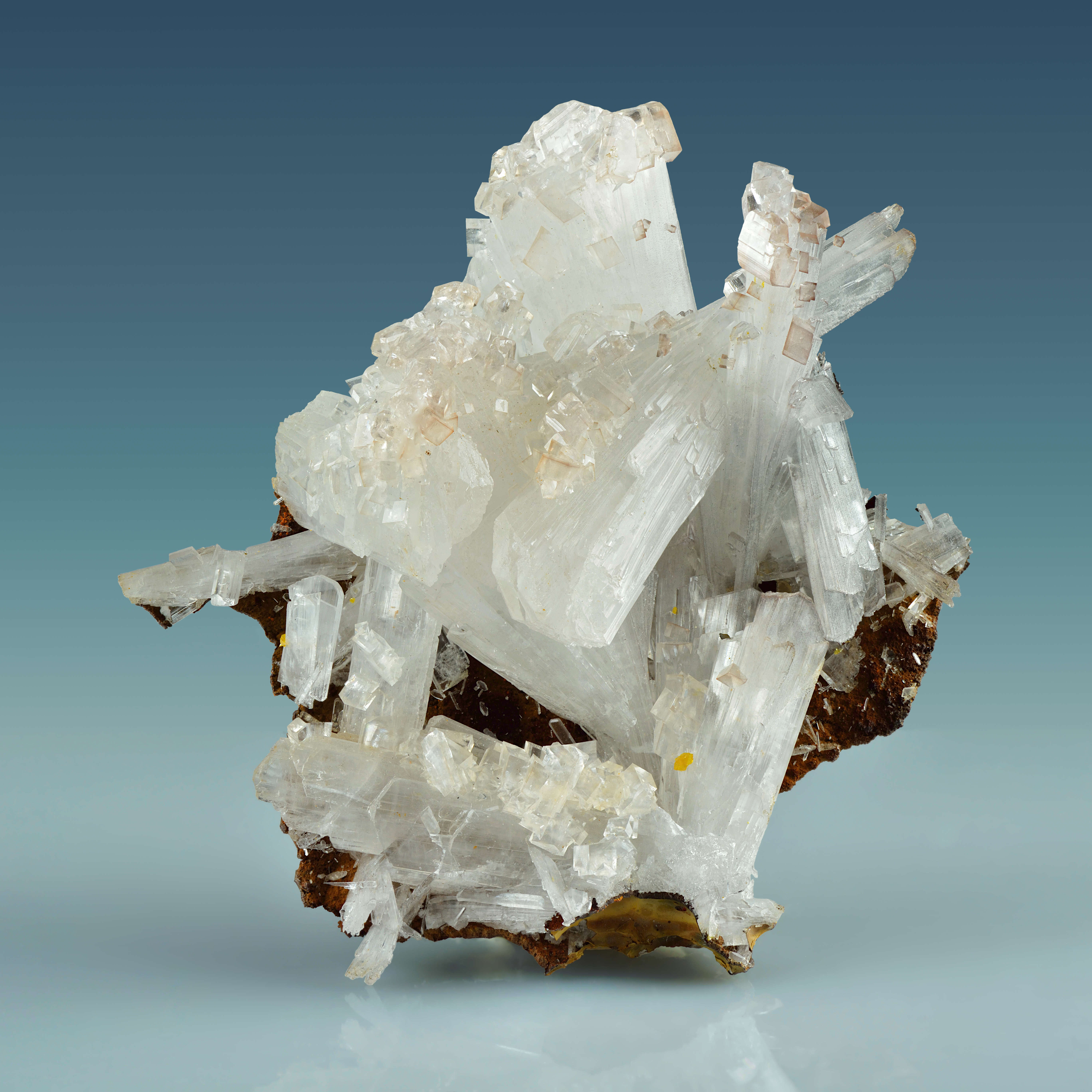
Hemimorfita

A Hemimorfita é um mineral comum e bastante disseminado, explorada para a extração de zinco, usado na indústria.
A Hemimorfita é um mineral característico das áreas com depósitos de zinco e sulfeto de chumbo.Grandes quantidades do mineral são depositadas quando sais de zinco reagem com smithsonita, a cerussita e a anglesita.
A Hemimorfita encontra-se espalhada pelo mundo, sendo especialmente abundante na Itália e no Estados Unidos, em Nevada e na Califórnia.

## Ficha técnica
- Grupo:Silicatos
- Sistema cristalino:Ortorrômbico
- Fórmula química:Zn4Si2O7(OH)2H2O
- Dureza:4,5-5 ( escala de Mohs )
- Densidade:3,4-3,5
- Clivagem:Perfeita
- Fratura:Concóide
- Cor:Incolor
- Cor do traço:Incolor ( ao tirar o traço do mineral e sair branco é considerado incolor. )
- Brilho:Vítreo
- Fluorescência:Ausente